# Episodi di Lab Rats (prima stagione)
La prima stagione della serie televisiva Lab Rats è trasmessa negli Stati Uniti il 27 febbraio 2012 su Disney XD e in Italia il 28 maggio 2012 su Disney XD.
| nº | Titolo originale              | Titolo italiano                      | Prima TV USA     | Prima TV Italia   |
| -- | ----------------------------- | ------------------------------------ | ---------------- | ----------------- |
| 1  | Crush, Chop and Burn (part 1) | I miei nuovi amici bionici (parte 1) | 27 febbraio 2012 | 7 maggio 2012     |
| 2  | Crush, Chop and Burn (part 2) | I miei nuovi amici bionici (parte 2) | 27 febbraio 2012 | 8 maggio 2012     |
| 3  | Commando App                  | Applicazione commando                | 5 marzo 2012     | 28 maggio 2012    |
| 4  | Leo's Jam                     | Una dama per Leo                     | 12 marzo 2012    | 11 giugno 2012    |
| 5  | Rats on a train               | La prima missione                    | 19 marzo 2012    | 4 giugno 2012     |
| 6  | Exoskeletron vs. Grandma      | La chiamata                          | 30 aprile 2012   | 18 giugno 2012    |
| 7  | Smart and Smarter             | Lo studente del semestre             | 23 aprile 2012   | 11 settembre 2012 |
| 8  | Bionic Birthday Fail          | Il compleanno di Leo                 | 7 maggio 2012    | 14 settembre 2012 |
| 9  | Death Spiral Smackdown        | La spirale della morte               | 4 giugno 2012    | 25 giugno 2012    |
| 10 | Can I Borrow the Helicopter?  | Mi presti l'elicottero?              | 11 giugno 2012   | 12 settembre 2012 |
| 11 | Back From the Future          | Ritorno dal futuro                   | 18 giugno 2012   | 12 novembre 2012  |
| 12 | Chip Switch                   | Scambio di chip                      | 25 giugno 2012   | 13 novembre 2012  |
| 13 | Drone Alone                   | A casa da soli                       | 5 luglio 2012    | 13 settembre 2012 |
| 14 | Chore Wars                    | Per un pugno di dollari              | 12 luglio 2012   | 10 settembre 2012 |
| 15 | Dude, Where's My Lab?         | Una tranquilla giornata in spiaggia  | 16 luglio 2012   | 31 marzo 2013     |
| 16 | Air Leo                       | Air Leo                              | 8 ottobre 2012   | 14 novembre 2012  |
| 17 | Night of the Living Virus     | La notte del virus vivente           | 15 ottobre 2012  | 31 ottobre 2012   |
| 18 | Mission Invisible             | Missione invisibile                  | 22 ottobre 2012  | 15 novembre 2012  |
| 19 | Concert in a Can              | Concerto in lattina                  | 29 ottobre 2012  | 16 novembre 2012  |
| 20 | Mission: Space                | Nello spazio                         | 5 novembre 2012  | 31 marzo 2013     |

## I miei nuovi amici bionici (parte 1)
- Titolo originale: Crush, Chop and Burn(part 1)
- Diretto da: Victor Gonzalez
- Scritto da: Chris Peterson & Bryan Moore

### Trama
Leo, dopo essersi trasferito con sua madre Tasha, a casa del nuovo patrigno Donald Davenport, scopre nella cantina/laboratorio della casa, tre ragazzi bionici: Adam, Chase e Bree. Dopo aver saputo che  i tre ragazzi non sono mai usciti di casa, Leo decide di portarli a scuola, dove i tre, a causa dei loro errori di programmazione, scatenano il caos. Dopo che Davenport proibisce ad Adam, Bree e Chase di uscire, Leo organizza una festa, ma viene scoperto.

## I miei nuovi amici bionici (parte 2)
- Titolo originale: Crush, Chop and Burn(part 2)
- Diretto da: Victor Gonzalez
- Scritto da: Chris Peterson & Bryan Moore

### Trama
Dopo aver disobbedito agli ordini, Davenport decide di far portare tutti e tre i ragazzi in un laboratorio segreto nell'Artico. Per evitare che Leo senta la loro mancanza, Donald costruisce tre robot uguali ad Adam, Bree e Chase. Tasha non volendo che suo figlio esca con tre robot chiede a suo marito di riciclarli, ignorando che i robot sono i veri ragazzi.

## Applicazione Commando
- Titolo originale: Commando App
- Diretto da: Victor Gonzalez
- Scritto da: Gigi McCreery & Perry Rein

### Trama
Durante il primo giorno di scuola Chase litiga con un ragazzo della squadra di football, attivando l' "Applicazione Commando" che lo trasforma in bullo di nome Spike. Dopo che Spike ha litigato con la preside, quest'ultima organizza un incontro di football tra la squadra della scuola e i ragazzi.

## Una dama per Leo
- Titolo originale: Leo's Jam
- Diretto da: Victor Gonzalez
- Scritto da: Heather Flanders

### Trama
Leo non riuscendo ad invitare una ragazza al ballo, chiede aiuto ad Adam e Chase. Tutto fa a gonfie vele fino a quando la ragazza s'innamora del fratello sbagliato. Intanto Bree è alle prese con la sua prima cotta.

## La prima missione
- Titolo originale: Rats on a Train
- Diretto da: Victor Gonzalez
- Scritto da: Ken Blankstein

### Trama
Adam, Bree e Chase ottengono la loro prima missione: fermare un treno hi-tech super veloce della società di Davenport. Dopo che i tre ragazzi bionici scoprono che Leo si è nascosto sul treno, buttando il sistema di frenatura devono pensare a un modo per fermare il treno prima che si schianti.

## La chiamata
- Titolo originale: Exoskeleton vs. Grandma
- Diretto da: Victor Gonzalez
- Scritto da: Ron Rappaport

### Trama
Tasha deve far credere a sua madre che è andata a fargli visita che Adam, Bree e Chase sono i domestici della casa. Intanto una tuta esoscheletro, va in tilt per colpa di Chase e attacca la famiglia. 

## Lo studente del semestre
- Titolo originale: Smart and Smarter
- Diretto da: Guy Distad
- Scritto da: Chris Peterson & Bryan Moore

### Trama
Demoralizzato per aver preso un brutto voto, Chase partecipa alla competizione che si tiene a scuola ogni sei mesi. Il motivo? dimostrare a tutti di essere un bravo studente. Leo intanto decide di sfruttare i poteri di Bree per entrare e uscire dall'aula.

## Il compleanno di Leo
- Titolo originale: Bionic Birthday Fail
- Diretto da: Victor Gonzalez
- Scritto da: Ron Rappaport

### Trama
Adam, Bree e Chase, che non hanno mai avuto una festa di compleanno per loro, ne organizzano una a sorpresa per Leo, ma poi si dimenticano d'invitarlo! Intanto, Davenport promette a Leo il miglior regalo di compleanno che abbia mai ricevuto.

## La spirale della morte
- Titolo originale: Death Spiral Smackdown
- Diretto da: Sean McNamara
- Scritto da: Gigi McCreery & Perry Rein

### Trama
Leo fa squadra con Adam, nella sfida di ginnastica "La spirale della morte" sperando nei poteri bionici del fratello per vincere, ma lui non vuole usarli. Quindi Leo mette nei suoi cereali dei biscotti multi-adrenalitici ma questo provoca la pazzia di Adam e della sua super forza. Riescono ad arrivare in finale ma Leo scopre che si dovrà battere contro il fratello. Sarà Chase con l'aiuto di Bree a risolvere la situazione e a far vincere Leo.

## Mi presti l'elicottero?
- Titolo originale: Can I Borrow the Helicopter?
- Diretto da: Victor Gonzalez
- Scritto da: Gigi McCreery & Perry Rein

### Trama
Leo è molto nervoso all'idea di uscire con la ragazza che gli piace, così si confida con Davenport. Non sapendo come aiutarlo, Donald racconta tutto a Tasha che organizza un incontro a casa con la ragazza. Ma Leo si arrabbia per le loro interferenze.

## Ritorno dal futuro
- Titolo originale: Back From the Future
- Diretto da: Victor Gonzalez
- Scritto da: Ron Rappaport

### Trama
Una futura versione di Leo, arriva nel presente per avvertire Davenport di non inviare Adam, Bree e Chase in una pericolosa missione nello spazio, per evitare la loro scomparsa. I tre ragazzi partono comunque per salvare il mondo, toccherà a Leo trovare una soluzione.

#### Curiosità
- Nel primo episodio, Chase dice di aver trovato un rimedio per la calvizie, ma in questo episodio, il futuro Davenport e il futuro Leo dicono che non c'è rimedio per la calvizia futura di Davenport.
- Il futuro Davenport dice d'avere appena scoperto i viaggi nel tempo, ma Davenport dice d'avere già la macchina del tempo nel primo episodio.
- Il titolo è una parodia del film Ritorno al futuro

## Scambio di chip
- Titolo originale: Chip Switch
- Diretto da: Victor Gonzalez
- Scritto da: Ken Blankstein

### Trama
Adam, Bree e Chase si stufano delle loro abilità, decidono allora di scambiarsi i loro chip per un giorno, ignorando i consigli di Davenport. A causa di questo errore  Leo rimane chiuso nell'ascensore della scuola con la preside Perry.

## A casa da soli
- Titolo originale: Drone Alone
- Diretto da: Jody Margolin Hahn
- Scritto da: Mark Brazill

### Trama
Davenport e Tasha partono per l'Australia lasciando i ragazzi a casa sotto la supervisione di Eddie. Ma appena Donald esce di casa Leo si precipita nel laboratorio, e pensando di accendere una lampada da notte combina un danno che sembra irreparabile.

## Per un pugno di dollari
- Titolo originale: Chore Wars
- Diretto da: Sean McNamara
- Scritto da: Heather Flanders

### Trama
Adam, Bree e Chase trovano dei lavoretti occasionali e per la prima volta guadagnano qualche soldo. Ma ossessionati dal voler essere sempre più ricchi, vendono alcuni vecchi oggetti di Davenport, senza sapere che uno di essi è un regalo per Tasha.

## Una tranquilla giornata in spiaggia
- Titolo originale: Dude, Where's My Lab?
- Diretto da: Victor Gonzalez
- Scritto da: Marcus Alexander Hart

### Trama
I Davenport stanno trascorrendo una tranquilla giornata in spiaggia quando vengono interrotti da un'eruzione solare che minaccia il pianeta. Invece di concentrarsi sulla missione però, i ragazzi abbandonano il camper-laboratorio per andare a divertirsi.

## Air Leo
- Titolo originale: Air Leo
- Diretto da: Guy Distad
- Scritto da: Heather Flanders

### Trama
Leo cerca di far colpo su Janelle, sfidando il bullo della scuola in una partita di Basket, aiutato da Chase e dalle invenzioni di Davenport. Intanto Bree e Adam competono in una sfida per entrare nella squadra di cheerleader.

## La notte del virus vivente
- Titolo originale: Night of the Living Virus
- Diretto da: Victor Gonzalez
- Scritto da: Mark Brazill

### Trama
Leo diventa l'assistente di laboratorio di Davenport, per sbaglio fa entrare un virus nel sistema di casa che trasforma Eddie in un demone. Bree intanto organizza a casa il suo primo pigiama party con l'aiuto di Tasha.

#### Curiosità
- il titolo è una parodia del film La notte dei morti viventi

## Missione invisibile
- Titolo originale: Mission Invisible
- Diretto da: Victor Gonzalez
- Scritto da: Carla Banks Waddles

### Trama
Mentre Davenport sperimenta la sua ultima invenzione i fratelli sono alle prese con la nuova trovata della preside. Per salvare Leo usano i loro poteri bionici ma non sanno che a scuola sono state installate alcune telecamere che rischiano di svelare il loro segreto.

## Concerto in lattina
- Titolo originale: Concert in a Can
- Diretto da: Victor Gonzalez
- Scritto da: Mark Brazill

### Trama
Adam e Chase formano un band con un nuovo ragazzo appena arrivato, Marcus. Dopo che Marcus accusa Leo di aver distrutto la sua chitarra, Leo si convince che Marcus è malvagio. Bree intanto cerca di legare con Davenport.

## Nello spazio
- Titolo originale: Mission: Space
- Diretto da: Victor Gonzalez
- Scritto da: Chris Peterson & Bryan Moore

### Trama
Marcus chiede ai ragazzi se può andare a dormire da loro perché suo padre è fuori città. I ragazzi accettano, scoprendo nel frattempo di avere nuove abilità. Arrivati a casa, Adam, Bree e Chase devono partire per lo spazio per aggiustare un satellite delle industrie Davenport, intanto Marcus si infiltra nel laboratorio.